# Fernando Vives Ruiz
Para el sacerdote jesuita Chileno, véase Fernando Vives.
Fernando Vives Ruiz (Madrid, 8 de octubre de 1962) es un abogado, profesor y escritor español, académico de número  de la Real Academia de Jurisprudencia y Legislación, Cruz de Honor de la Orden de San Raimundo de Peñafort, Gran Cruz de la Orden del Mérito Civil y considerado por la revista Forbes como una de las personas más influyentes de España.

## Biografía
Fernando Vives se licenció en Derecho en el año 1985 y en Ciencias Económicas y Empresariales en 1986, en ambas ocasiones en la Universidad Pontificia Comillas (ICADE).

En esta misma institución, Vives presentó su tesis “La validez de los LBOs en el Derecho Español”, por la que fue distinguido como doctor cum laude en Derecho y recibió el premio José María Ramón San Pedro.

Desde 1988, Fernando Vives es socio jurista del despacho de abogados Garrigues en las áreas de derecho empresarial mercantil, bancario y financiero. En septiembre de 2009 fue nombrado socio director de la firma y, desde el 1 de octubre de 2014, es además su presidente ejecutivo. Sustituye a Antonio Garrigues Walker (Madrid, 1934), político y jurista español, que fue presidente del despacho desde 1962 y es ahora su presidente de honor.

Fernando Vives es autor de varias obras relacionadas con la jurisprudencia y la legislación, así como colaborador de numerosos libros, publicaciones y revistas dentro del ámbito legal. Los libros que actualmente tiene publicados como autor son:

- La impugnación de acuerdos sociales en la reforma de la legislación mercantil. Real Academia de Jurisprudencia y Legislación, 2014.
- El derecho de suscripción preferente y su exclusión en las sociedades cotizadas (obra en colaboración con Álvaro López-Jorrín). Revista de Derecho del Mercado de Valores, 2010.
- Las operaciones "Public to Private" en el derecho de OPAs español. Aranzadi, 2008.

## Ámbito docente
Fernando Vives también ejerce la docencia como Profesor en diversas especialidades de Derecho Mercantil y de seguros, en la Universidad Pontificia Comillas (ICADE) desde el año 2004, así como también ha participado en una gran cantidad de conferencias y mesas redondas relacionadas con diferentes especialidades del derecho.

## Cargos institucionales y asesoría empresarial
Uno de los papeles más decisivos de Fernando Vives en la historia política y empresarial española, corresponde a su servicio como miembro de diversos comités y asesor de las mayores entidades del país.

En junio de 2010, fue designado Secretario del Consejo de Administración de International Consolidated Airlines Group (IAG), un holding empresarial con presencia tanto en el Mercado Continuo español como en la Bolsa de Londres, fruto de la fusión entre Iberia y British Airways por 6.500 millones de euros en 2011, operación en la que Fernando Vives participó como abogado asesor.

En mayo de 2013 pasó a ser miembro de la Comisión de Expertos en materia de Gobierno Corporativo. Esta Comisión, creada por acuerdo del Consejo de Ministros, tenía como objetivo asesorar al Gobierno español en la ampliación del actual marco del Buen Gobierno Corporativo en España, dentro del marco del Plan Nacional de Reformas de 2013.

Además de estos cargos institucionales, Fernando Vives también ha participado como abogado asesor, miembro consultivo o consejero independiente en las siguientes empresas e instituciones:
- Consejero independiente de Prosegur.
- Asesor de la Asociación para el Progreso de la Dirección (APD) y en el Club Empresarial ICADE.
- Secretario de la Asociación para el Progreso de la Dirección (APD).
- Miembro del Comité consultivo de la Comisión Nacional del Mercado de Valores (CNMV).[6]
- Asesor de la junta de accionistas y del consejo de administración de: Telefónica, S.A., Banco Bilbao Vizcaya Argentaria, S.A., Iberdrola, S.A., entre otras.
- Asesor en operaciones de fusión y adquisición de gran relevancia para la actividad empresarial en España como la venta de Auna y Amena a Ono y France Telecom en el año 2005; la fusión entre Telefónica y Telefónica Móviles en 2006; la adquisición por parte del Banco Bilbao Vizcaya Argentaria de Compass Banchsare en 2007; la adquisición por parte de la entidad financiera BBVA de un 24,89% de Turkiye Garanti Bankasi en 2010; y en la venta de Seguros Groupama a Grupo Catalana Occidente en 2012.

## Premios y distinciones
- Gran Cruz de la Orden del Mérito Civil, 2024.[7]
- Premios El Confidencial: Mejor Abogado de Despacho en la II Edición de los Premios a la Abogacía de los Negocios, 2024. [8]
- Cruz de Honor de la Orden de San Raimundo de Peñafort, 2017.[9]
- Premios Expansión Jurídico: mejor abogado del año, 2016.[10]
- Revista Forbes: abogado más influyente de España, 2014.[11]